# Johannes Swets Azn
Johannes Swets Azn (Hardinxveld, 6 oktober 1830 - Utrecht, 12 juli 1899) is een Nederlands spoorwegbouwkundige en waterbouwkundige.

## Opleiding, werk bij de spoorwegen
Johannes Swets Azn was waterbouwkundige, maar had geen opleiding tot ingenieur. Hij begon zijn loopbaan als opzichter, in 1856 was hij in die functie werkzaam in Den Helder, vermoedelijk bij de werkzaamheden voor de vergroting van de Rijkswerf Willemsoord. In 1859 vestigde Swets zich in Rheden, hij was toen opzichter bij de staatsspoorwegen, en betrokken bij de aanleg van de Staatslijn A (Arnhem-Zwolle).
In 1864 werd hij bij de staatspoorwegen bevorderd tot opzichter 2e klasse in de bouw- en werktuigkunde.
In 1866 is de spoorlijn naar Zwolle in gebruik genomen. Swets was inmiddels met de bouw mee in noordelijke richting meeverhuisd en woonde ten tijde van de ingebruikname van het traject naar Zwolle in Wijhe. Er is vervolgens doorgebouwd aan deze lijn richting Meppel en Leeuwarden, maar Swets kon toen een aantrekkelijke betrekking in Kampen krijgen.

## Directeur stadswaterwerken in Kampen
In de gemeente Kampen was een vacature voor directeur Stadswaterwerken, doordat de directeur H.W.F. Ardesch jong was overleden. Hiervoor waren 43 sollicitanten, en Swets werd hieruit gekozen. Hij begon hier op 14 januari 1867. Omdat dit in ingenieursfunctie was, had hij en aanvraag ingediend om lid te worden van het Koninklijk Instituut van Ingenieurs. De ballotagecommissie heeft hem op 14 juni 1866 geaccepteerd als lid. Dit heeft hem waarschijnlijk geholpen bij het verkrijgen van deze positie. Zijn salaris werd een aantal keren aanzienlijk verhoogd, omdat met klaarblijkelijk behoorlijk tevreden was over zijn functioneren.

### Adviezen aan de gemeenteraad
In 1871 had de gemeente ingestemd met een verhoging van de Dronther overlaat, dit naar aanleiding van een advies van Haijward, Waldorp en Van der Toorn. Swets adviseerde de Kamper gemeenteraad over het plan. Bij de voorgestelde uitvoering met wel een bedijking van het Haatland, maar niet van de Vossewaard, zou het dorp Brunnepe nog steeds onder water lopen. Aangezien de stad Kampen het grootste deel van de kosten droeg, kon men eisen stellen aan de uitvoering. Hiervoor is toen het waterschap De Bedijking langs Dronthen opgericht.
Alhoewel het vaarwater niet naar Kampen liep, maar naar Zwolle had Kampen wel belang bij een vaarweg van Zwolle naar zee (Zwolse Diep). Over dit Zwolse diep is veel te doen geweest, en in 1872 was er daarom een plan om een aantal bestaande geulen (de Goot, het Ganzendiep en de Ketel) zodanig te verbeteren dat er een verbeterde afvoer van de IJssel zou komen en het Zwolse Diep niet nodig meer was voor scheepvaart. Hierdoor zou Kampen kunnen besparen op de bedijkingskosten van het Kampereiland. En bovendien zouden dan alle schepen die van Zwolle naar zee voeren langs Kampen moeten.
Ook moest de gemeente een besluit nemen over een bedijking van de Mandjeswaard op Kampereiland. Swets maakte hier plannen voor, maar die werden niet door de pachters van het gebied gesteund. Twee jaar later wilden de pachters wel dat de zomerdijk om de waard verhoogd zou worden. De commissie voor publieke werken was daarvoor, maar de gemeenteraad niet; die vonden dat het ophogen van de zomerkade een verplichting van de pachters was.

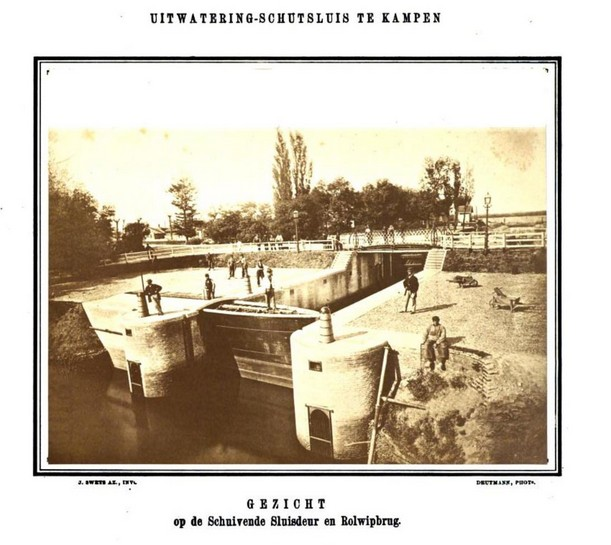
De schuifsluis in Kampen

### Schuifsluis

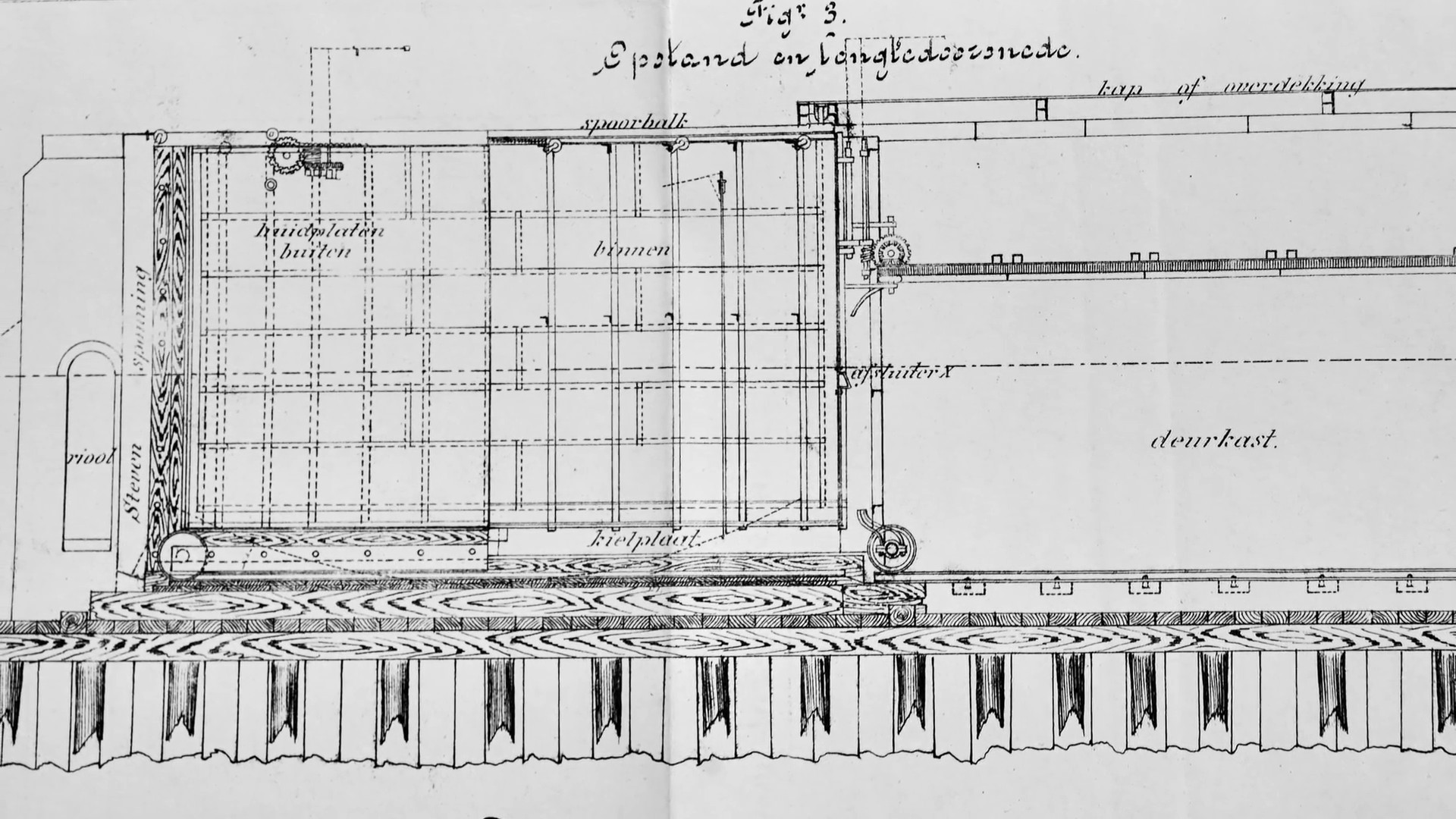

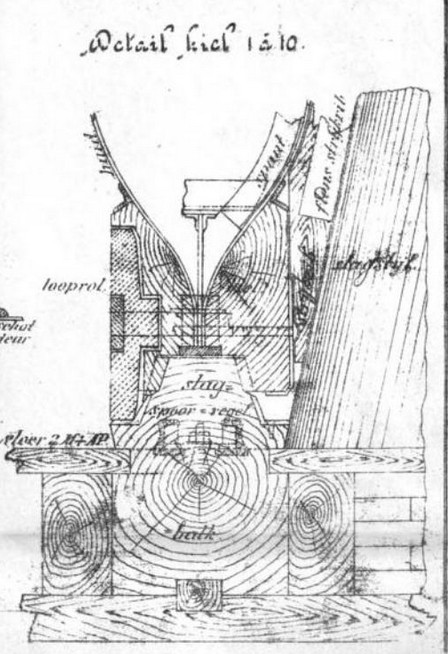
dwarsdoorsnede onderkant schuifdeur

Een van de eerste opdrachten in Kampen was de bouw van een schutsluis bij de Hagenpoort, tussen de stadsgracht en de IJssel. Hij ontwierp hiervoor een nieuw type sluisdeur, een schuivende sluisdeur (tot die tijd werden sluisdeuren altijd als puntdeur uitgevoerd). Het grote voordeel van een schuifdeur is dat deze naar twee zijden kan keren. Er is dus niet een dubbel stel puntdeuren nodig. De schuifdeur functioneerde dus eigenlijk als een moderne roldeur. De door Swets gebezigde term "schuifdeur" is eigenlijk onjuist, de deur schuift niet op een glijder, maar rolt op wielen langs de onderaanslag. Van de werking van deze sluis is recent een animatie gemaakt. Men kan dus stellen dat Swets de uitvinder van de roldeur voor een sluis is.
Een roldeur vereist nogal wat technische oplossingen voor allerlei kleine, maar zeer essentiële punten. Swets vindt daar oplossingen voor die hij stuk voor stuk in zijn publicatie op een systematische wijze beschrijft.
Er moest ook een brug over de sluis komen. Swets ontwierp hiervoor een rolwipbrug. Dit was een brugdek dat over twee geleiders over de sluis lag, Om de brug te openen werd het brugdek over de geleiders weggerold, waarna de twee geleiders omhooggeklapt konden worden. Omdat die twee geleiders veel minder zwaar zijn dan het brugdek, was dit opklappen eenvoudig door een persoon te doen.

### De stadsbrug
Een volgend belangrijk project in Kampen was de bouw van een nieuwe, ijzeren brug. Het ontwerp hiervoor werd gemaakt door ir. Nicolaas Hendrik Nierstrasz,, die in 1862 ook een ontwerp gemaakt had voor de spoorbrug bij Zutphen. Dit ontwerp is niet uitgevoerd, omdat de Inspecteur van de Waterstaat (Van der Kun) besloten had om hiervoor een "design-and-build" contract toe te passen, en dus werden de ontwerpen van de eigen ingenieurs niet gebruikt. Nierstrasz was een genieofficier die door het leger bij de spoorwegbouw gedetacheerd was, omdat er niet voldoende civiel ingenieurs beschikbaar waren. In 1863 werd Nierstrasz overgeplaatst van Venlo naar 's-Hertogenbosch, maar hij kreeg toen geen verlof om werk voor derden te doen. Hij was door Thorbecke ook gevraagd een verkeersbrug voor Maastricht te ontwerpen, maar mocht ook daar geen leiding geven aan de uitvoering van de bouw. Nierstrasz kon dus ook de bouw van de brug in Kampen niet leiden, en daarvoor werd Swets gevraagd.

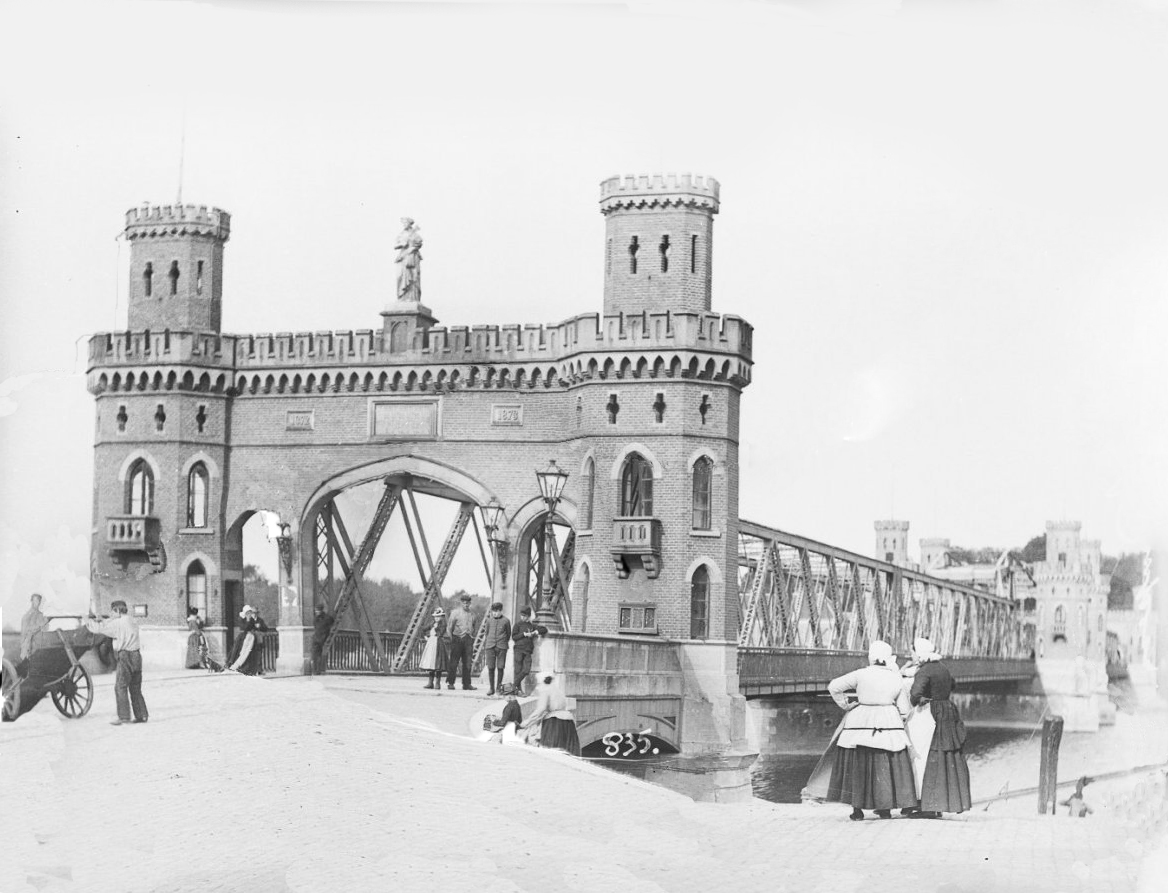
De stadsbrug van Nierstrasz

Nierstrasz had ervaring met het ontwerp van bruggen in het zuidoosten van Nederland, dus met stevige zandgronden. Tijden de bouw bleek een van de pijlers die het draaimechanisme van een van beide vallen moesten ondersteunen te zakken en te scheuren. De pijler was niet onderheid en men wilde het draagvermogen met zekerheid weten. Swets heeft daarom een proefbelasting van 800 ton op die pijler aangebracht (overigens, een heel normale toetsingsmethode in die tijd). De pijler zakte ongeveer een decimeter. Nierstrasz vond dat versterking nodig was, en Swets heeft de pijler versterkt met ca 600 m3 beton. Er waren ook problemen met het openen en het sluiten van de beide vallen. Als ze dicht waren stonden ze eigenlijk te stijl voor normaal verkeer, en als ze open stonden was de vaarweg niet voldoende vrij. De doorvaartopening (17 m) was groter dan in die tijd gebruikelijk was, Nierstrasz had dat afgeraden maar de stad Kampen wilde zo'n brede opening. De nodige aanpassingen waren het gevolg, wat resulteerde in het feit dat er voor een brugopening nu 3 extra mensen nodig waren. Door dit gedoe werd de brug pas in januari 1874 in bedrijf genomen, en zonder festiviteiten.
Ook in de jaren daarna bleef extra werk aan de brug nodig, zoals extra bestortingen om erosie rond de pijlers tegen te gaan. In 1883 stond plotseling weer een pijler scheef, ook dit was een funderingsprobleem. Deze verzakking zorgde ook voor nogal was schade aan het ijzerwerk van de overspanning. Men heeft toen advies gevraagd aan prof. Telders van de Polytechnische School te Delft. Die ontwerp een vrij forse verzwaring, die wel afdoende was, maar de oorspronkelijke verhoudingen van de brug behoorlijk verstoorde.

### Herindeling van Kampereiland

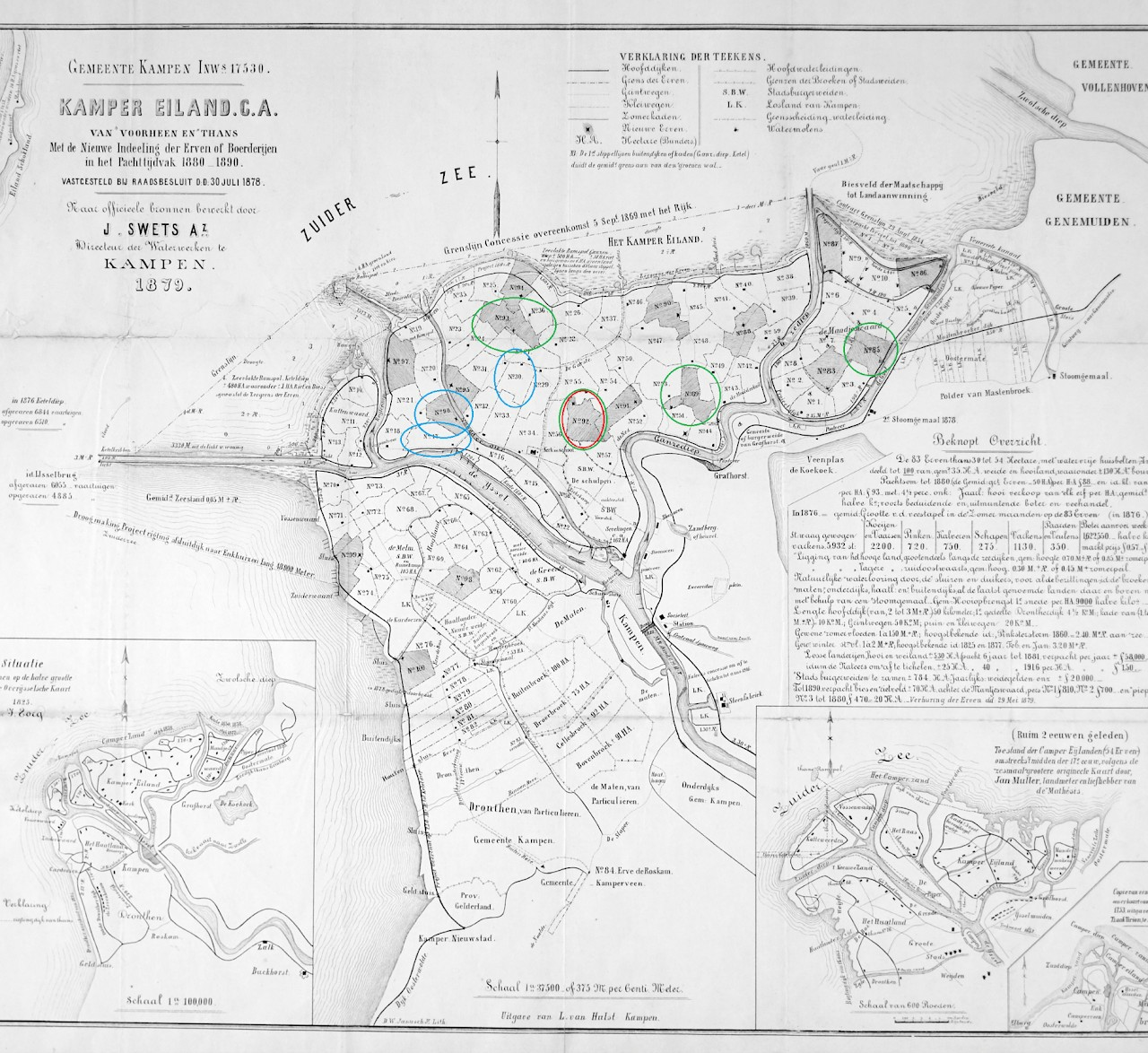
Herverkaveling Kampereiland 1879

De erven van het Kampereiland moesten in 1879 opnieuw verpacht worden. Dit was aanleiding om een herindelingsplan voor het Kampereiland te maken, waarbij de erven verkleind werden tot 30 tot 40 ha, waardoor er meer pachters mogelijk waren. Verkleining was mogelijk door het intensiveren van de veeteelt. Wel was er een toenemende concurrentie door invoer van boter uit Denemarken en de opkomst van de margarine. Swets heeft de plannen gemaakt voor deze herindeling. Swets heeft hier een kaart van gemaakt, die commercieel uitgebracht is door de firma Laurens van Hulst in Kampen in 1879. Op deze kaart zijn in grijs de 17 nieuwe erven weergegeven. Het voorstel werd door de gemeente aangenomen, en men was er zo tevreden over dat Swets een gratificatie kreeg van ƒ 500.

### De modelboerderij op het Kampereiland
Het leek de gemeente een goed idee om bij de herinrichting van Kampereiland een modelboerderij te bouwen, waar boeren konden zien hoe ze zo goed mogelijk konden boeren. Niet alleen werd gelet op efficiëntie, maar ook op hygiëne, gezond vee en goede huisvesting voor zowel de boer, zijn gezin en het vee. Ook voor het personeel was er een eetlokaal, was- en kleedruimte aanwezig. Voor de bouw werd een begeleidingscommissie ingesteld en werden verschillende deskundigen geraadpleegd. In commissie zaten een aantal pachters, een succesvolle boer uit Friesland (Pasma uit Haskerdijken) en als adviseur trad Swets op. Maar ondanks de goede begeleiding liep het helemaal verkeerd af.
De boerderij lag op kavel 92 van de kaart (rode cirkel). De boerderij was ruim opgezet, met een ijskelder voor de boter- en kaasbereiding, er kwam een nieuw type hooiopslag. Het geheel werd in 1878 aanbesteed. Voor de grote hooiopslag ontwierp Swets een hooiberg met een cilindervormige opening om hooibroei te voorkomen. Over dit type hooiberg heeft hij een publicatie geschreven. Hij bedacht ook een koppelsluiting voor het vee. In geval van brand konden alle sluitingen waar de koeien in de stal mee vast stonden in één keer ontgrendeld worden. Swets verzon ook een speciaal hek, dat eenvoudig geopend kon worden vanaf een paard zonder af te stijgen.
Maar op 1 november 1880 overleed plotseling de pachter van deze boerderij, Frans Hendrik Pasma. Zijn vrouw Antje wilde het project voortzetten, met hulp van haar vader. Maar toch ging het project niet goed lopen, volgens Antje omdat de ijskelder niet goed functioneerde, de toegezegde scheidingssloten niet waren aangelegd en omdat het land jarenlang niet bemest was, was de opbreng heel laag. Daarbij kwam dat er allerlei financiële problemen opkwamen, er was veel onvoorzien meerwerk gedaan, de rekeningen voor staalwerk waren veel hoger dan begroot. In 1882 liep het pachtcontract af en Antje vertrok naar Friesland.

## Ontslag in Kampen
In de loop van 1881 werd de zaak regelmatig besproken in de Kampense gemeenteraad. Er kwamen steeds meer stemmen die Swets verantwoordelijk stelden voor het mislukken van de modelboerderij. Ere werd een commissie ingesteld om dit te onderzoeken, maar Swets had niet het gevoel dat hier iets positiefs uit zou komen. Met de gezondheid van Swets ging het ook niet goed. Swets wachtte daarom de resultaten niet af en vroeg ontslag. Hij kreeg wel ontslag, maar geen eervol ontslag.

## Na zijn ontslag
Na zijn ontslag heeft hij een aantal kleine opdrachten aangenomen, die voor wat inkomsten zorgden. Zo heeft hij in 1893 gewerkt als opzichter bij de bouw van een schutsluis bij de spoorweghaven in de Dieze bij 's-Hertogenbosch en later dat jaar als opzichter bij het inhangen van puntdeuren in het Maashoofd van de door Waldorp ontworpen schutsluis van St. Andries. Verder heeft hij een aantal publicaties in deze periode geschreven. Hij heet ook nog in 1894 een artikel voor het KIvI geschreven over een ringscheprad, en een verhaal over de schuifdeur. Deze manuscripten zijn niet gepubliceerd.

## Privé
Hij was de zoon van de Hardinxveldse aannemer Arie Swets Tzn en Hendrika Adriana Koens. Het gezin hoorde in Hardinxveld tot de middenklasse. Ten tijde van zijn promotie tot opzichter 2e klasse (in Rheden) trouwde hij met de domineesdochter Frederika Christina Elisabeth Thomson uit Landsmeer. Hier zijn ook zijn eerste kinderen geboren, Na zijn ontslag in Kampen in 1881 verhuisde het gezin naar Vreeland bij Loenen. In 1890 verhuisden ze naar de Nieuwekade 26 in Utrecht. Later gingen ze naar de Biltstraat 28 waar Johannes in 1899 overleed. Hij liet toen twee dochter en een zoon na, Johanna (1873), Adriana (1875) en Matthijs (1880). Andere kinderen waren jong overleden.